# Barkindad tofsturako
Barkindad tofsturako (Crinifer personatus) är en fågel i familjen turakor inom ordningen turakofåglar.

## Utseende och läte
Barkindad tofsturako är en udda grå turako med buskformad huvudtofs och mestadels vitt huvud och bröst. Den liknar vitbukig tofsturako och östlig larmfågel, men skiljs ut genom vitt halsband och avsaknad av vitt i vingar och stjärt. Lätet består av ett ihåligt "khweow" och en nästan galen serie med kacklingar och gnällande toner som avges av en hel grupp i kör.

## Utbredning och systematik
Den barkindade tofsturakon delas in i två underarter med följande utbredning:
- personatus – förekommer i östafrikanska gravsänkesystemet i Etiopien
- leopoldi – förekommer från södra Uganda till Rwanda, Burundi, sydvästra Kenya, Malawi och Zambia

Sedan 2014 urskiljer Birdlife International och naturvårdsunionen IUCN leopoldi som den egna arten "svartmaskad tofsturako". 

### Släktestillhörighet
Arten placeras traditionellt i Corythaixoides, men genetiska studier visar att det släktet är parafyletiskt visavi Crinifer. Tongivande taxonomiska auktoriteten International Ornithological Congress (IOC) inkluderar därför Corythaixoides i Crinifer och denna linje följs här. Andra, som BirdLife International, för dock istället vitbukig tofsturako till det egna släktet Criniferoides och kan på så vis behålla barkindad tofsturako i Corythaixoides.

## Levnadssätt
Barkindad tofsturako hittas i fuktig savann, buskig jordbruksmark, öppet skogslandskap och trädgårdar. Den ses vanligen i små men ljudliga grupper.

## Status
Internationella naturvårdsunionen IUCN kategoriserar underarterna (eller arterna, se ovan) var för sig, båda som livskraftiga.